# Dudok Muziekdagen Kampen

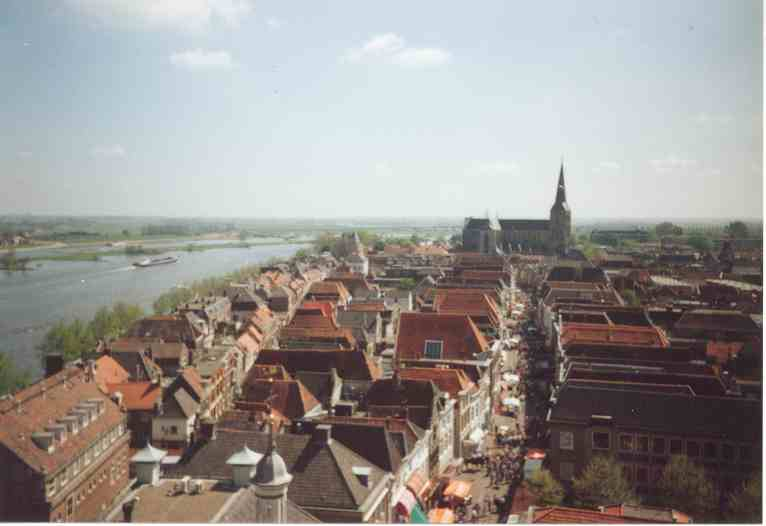
Hanzestad Kampen, thuisplek van de Dudok Muziekdagen

Dudok Muziekdagen Kampen is een Nederlands kamermuziekfestival dat in 2024 voor het eerst werd gehouden in de Overijsselse stad Kampen. Het is een initiatief van het Dudok Quartet Amsterdam. Het festival kent een thematische opzet, interdisciplinaire programmering en samenwerkingen met musici uit binnen- en buitenland.

## Geschiedenis
Het Dudok Quartet Amsterdam vond Kampen een geschikte plek om een eigen kamermuziekfestival te organiseren. In de stad vond het ruimte voor verdieping, verbinding en muzikaal experiment. Er is een compacte binnenstad, vrijwel alle locaties op loopafstand van elkaar. De akoestiek van de concertlocaties is goed. Ook speelt de sterke lokale muziekcultuur een rol: de stad telt meer dan zestig koren. Er is een door de gemeente ondersteunde muziekschool. Leerlingen en amateurzangers uit de regio werken mee aan voorprogramma’s en koorprojecten wat de betrokkenheid van de stad bij het festival vergroot.
De eerste editie van de muziekdagen vond plaats in 2024 en stond in het teken van het thema 'Thuis'. De festivalopzet combineerde kamermuziekconcerten met randprogrammering zoals masterclasses, wandelingen, lezingen en kinderactiviteiten. In 2025 volgde een tweede editie met als thema 'Grenzeloos'.

## Programma

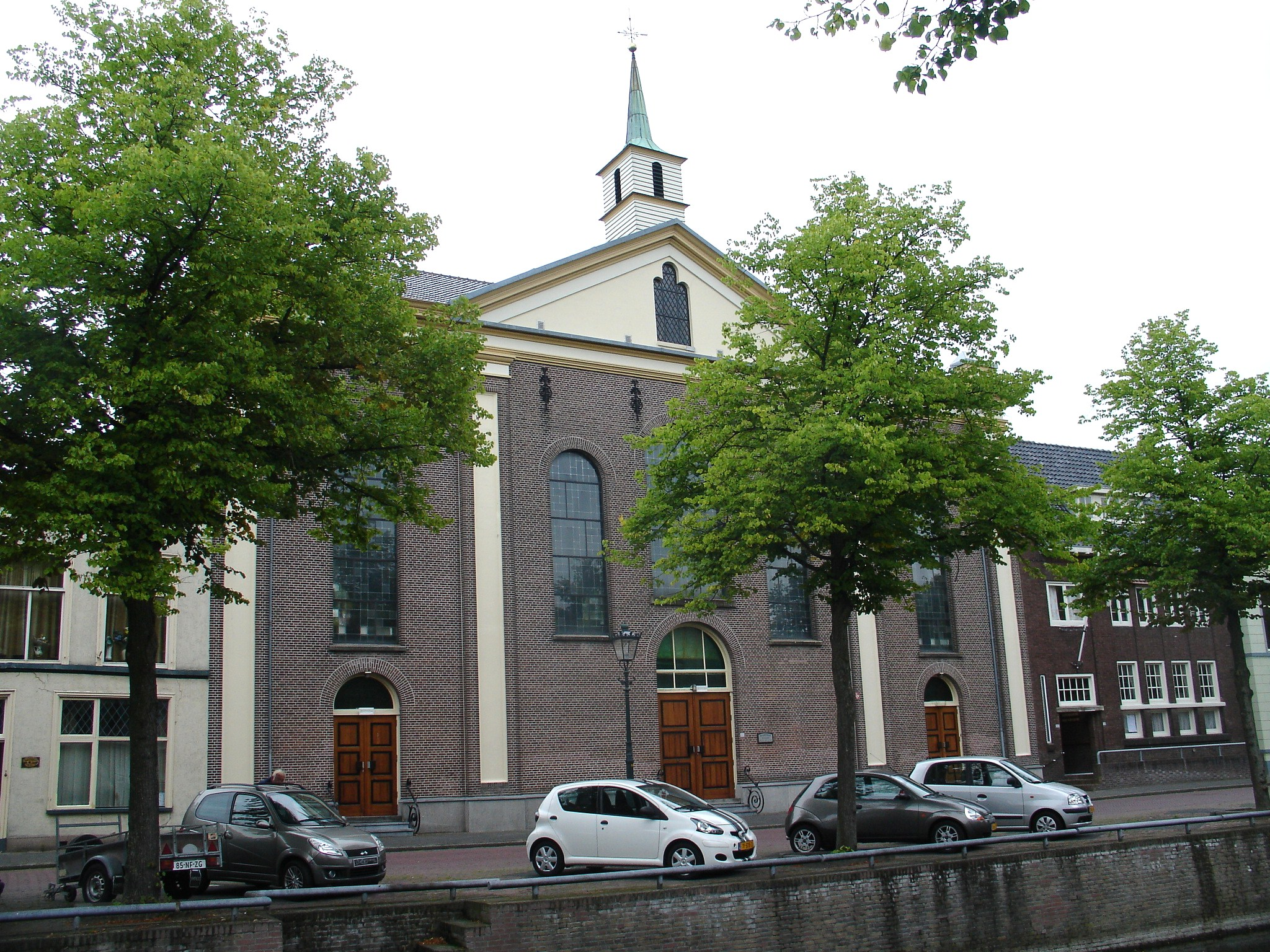
De Burgwal, hart van de 'hoofdconcerten'

Het gekozen inhoudelijk thema loopt als rode draad door het programma. Het festival beslaat vier dagen en speelt zich af op diverse locaties in Kampen, waaronder De Burgwal, de Bovenkerk, de Broederkerk, de Stadsgehoorzaal en kleinere, historische locaties zoals de Cellebroederspoort, de St. Annakapel en het Ikonenmuseum.
Centraal in het programma staan vier hoofdconcerten, elk samengesteld door een van de vier leden van het Dudok Quartet Amsterdam. Deze concerten geven een persoonlijke interpretatie van het jaarthema en worden uitgevoerd in eenmalige samenstellingen met andere festivalmusici. De concerten bevatten vaak speciaal gearrangeerde werken die alleen tijdens het festival te horen zijn.
Daarnaast geeft een door het Dudok Quartet samengesteld ensemble van zeven gastmusici.afzonderlijke recitals. Deze musici vormen samen met het kwartet het muzikale hart van het festival. Naast de recitals is er een uitgebreid randprogramma met onder meer muzikale wandelingen, yoga-concerten, lezingen, familievoorstellingen, masterclasses en publieksparticipatieprojecten zoals een Eendagskoor.

## Deelnemende musici

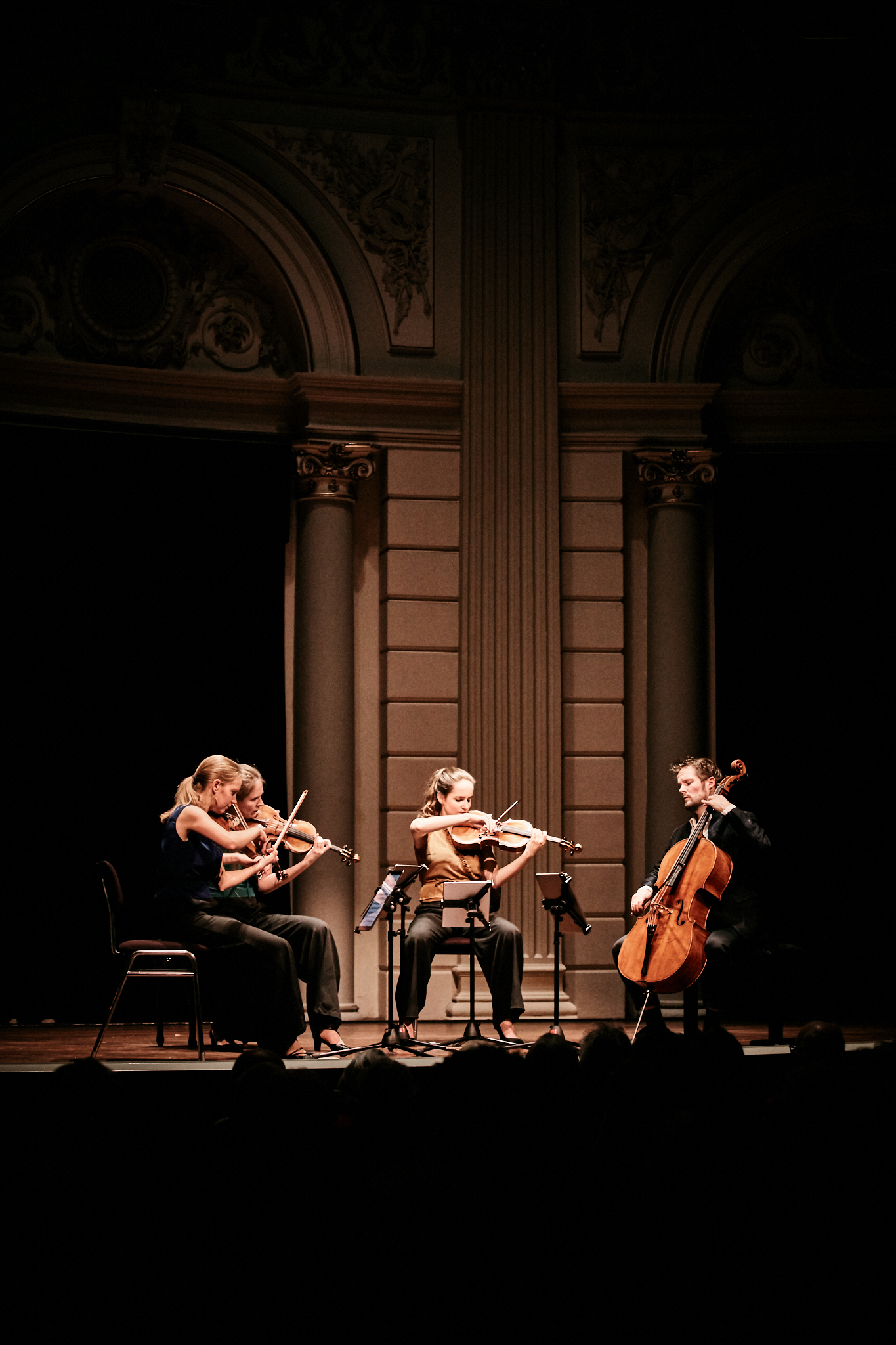
Het Dudok Quartet Amsterdam

Het Dudok Quartet Amsterdam vormt het vaste middelpunt van de muziekdagen. Voor elke editie nodigt het kwartet zeven gastmusici uit die samen met hen een muzikaal 'elftal' vormen. Deze musici zijn actief binnen uiteenlopende genres en disciplines, en werken samen in zowel de hoofdconcerten als individuele recitals.
Deelnemers aan het elftal waren onder anderen:
- 2024: Pieter Wispelwey, Hannes Minnaar, Shuann Chai, Shunske Sato, Hilary Summers, Mike Fentross en Maarten Ornstein.
- 2025: Erik Bosgraaf, Olga Pashchenko, Elisabeth Hetherington, James Oesi, Ramon Lormans, Izhar Elias en Xavi Torres.

De festivalorganisatie nodigt ook andere makers, sprekers en ensembles uit voor een bijdrage aan de programmering. Zo waren er kindervoorstellingen van onder meer The Klezmer Society, Frisse Oren en het EPOS Ensemble, wandelingen met muzikanten als Clean Pete en Rogier Kappers, en lezingen van onder anderen Maxim Februari en Joke Hermsen. Er is ruimte voor jonge makers, pop-upconcerten en ontmoetingen tijdens een late-night programma.

## Organisatie
De organisatie van de Dudok Muziekdagen berust bij Stichting Dudok Kamermuziekfestival Kampen. De artistieke leiding is in handen van het Dudok Quartet Amsterdam, de initiatiefnemer en bedenker van het festival. De dagelijkse aansturing en uitvoering ligt bij een extern kernteam. Het festival werkt samen met diverse lokale en landelijke partners, waaronder muziekschool Quintus, het lokale theater Stadsgehoorzaal Kampen, culturele instellingen en fondsen.
Door de Belastingdienst is de stichting aangewezen als culturele ANBI-status.